# Janvry (Marne)
Pour les articles homonymes, voir Janvry.
Janvry est une commune française située dans le département de la Marne, en région Grand Est.

## Géographie

### Localisation
Janvry se trouve au nord-ouest du département de la Marne, en région Grand Est. La commune appartient à la région agricole du Tardenois.
La commune de Janvry s'étend sur une superficie de 194 hectares, sur le versant nord de la Montagne de Reims. Sur son territoire, l'altitude varie de 99 à 211 mètres. Le relief, au plus bas au nord de la commune au lieu-dit Les Longs Boyaux, s'élève progressivement vers le sud, en direction du Mont Ferre et de la Montagne de Reims.
Par la route, Janvry se situe à 61 km de Châlons-en-Champagne, préfecture du département, à 14 km de Reims, sous-préfecture, et à 19 km de Fismes, bureau centralisateur du canton de Fismes-Montagne de Reims dont dépend Janvry depuis 2015. La commune fait en outre partie du bassin de vie de Reims.
Janvry est limitrophe de 4 communes :
| Rosnay   |              |       |
| Germigny | Janvry       | Gueux |
|          | Méry-Prémecy |       |

### Hydrographie

#### Réseau hydrographique
La commune est dans la région hydrographique « la Seine du confluent de l'Oise (inclus) à l'embouchure » au sein du bassin Seine-Normandie. Elle est drainée par le ruisseau des Grands Prés,.

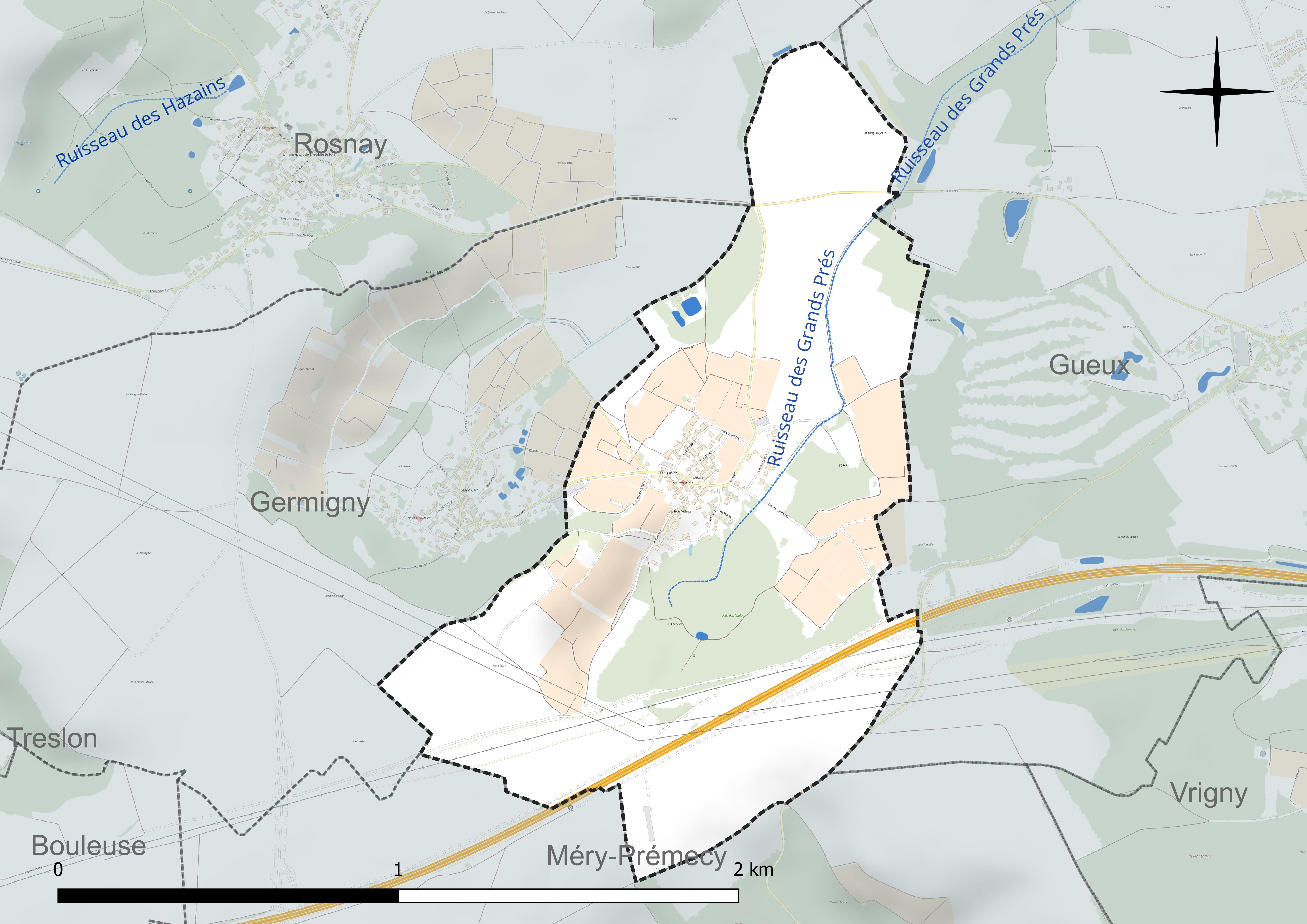
Réseau hydrographique de Janvry.

#### Gestion et qualité des eaux
Le territoire communal est couvert par le schéma d'aménagement et de gestion des eaux (SAGE) « Aisne Vesle Suippe ». Ce document de planification, dont le territoire s’étend sur 3 096 km2 répartis sur trois départements (Aisne, Marne et Ardennes) et deux régions (Champagne-Ardenne et Picardie), a été approuvé le 16 décembre 2013. La structure porteuse de l'élaboration et de la mise en œuvre est le Syndicat d’aménagement des bassins Aisne Vesle Suippe (SIABAVES). 
La qualité des cours d’eau peut être consultée sur un site dédié géré par les agences de l’eau et l’Agence française pour la biodiversité. 

### Climat
Pour des articles plus généraux, voir Climat du Grand Est et Climat de la Marne.
En 2010, le climat de la commune est de type climat océanique dégradé des plaines du Centre et du Nord, selon une étude du Centre national de la recherche scientifique s'appuyant sur une série de données couvrant la période 1971-2000. En 2020, Météo-France publie une typologie des climats de la France métropolitaine dans laquelle la commune est exposée à un climat océanique altéré et est dans la région climatique  Nord-est du bassin Parisien, caractérisée par un ensoleillement médiocre, une pluviométrie moyenne régulièrement répartie au cours de l’année et un hiver froid (3 °C). 
Pour la période 1971-2000, la température annuelle moyenne est de 10,2 °C, avec une amplitude thermique annuelle de 15,4 °C. Le cumul annuel moyen de précipitations est de 773 mm, avec 11,9 jours de précipitations en janvier et 7,9 jours en juillet. Pour la période 1991-2020, la température moyenne annuelle observée sur la station météorologique de Météo-France la plus proche, « Chambrecy-Civc », sur la commune de Chambrecy à 8 km à vol d'oiseau, est de 10,7 °C et le cumul annuel moyen de précipitations est de 734,0 mm. 
La température maximale relevée sur cette station est de 40,3 °C, atteinte le 25 juillet 2019 ; la température minimale est de −22,1 °C, atteinte le 17 janvier 1985,,. 
Les paramètres climatiques de la commune ont été estimés pour le milieu du siècle (2041-2070) selon différents scénarios d'émission de gaz à effet de serre à partir des nouvelles projections climatiques de référence DRIAS-2020. Ils sont consultables sur un site dédié publié par Météo-France en novembre 2022.

## Urbanisme

### Typologie
Au 1er janvier 2024, Janvry est catégorisée commune rurale à habitat dispersé, selon la nouvelle grille communale de densité à sept niveaux définie par l'Insee en 2022.
Elle est située hors unité urbaine. Par ailleurs la commune fait partie de l'aire d'attraction de Reims, dont elle est une commune de la couronne,. Cette aire, qui regroupe 294 communes, est catégorisée dans les aires de 200 000 à moins de 700 000 habitants,.

### Occupation des sols
L'occupation des sols de la commune, telle qu'elle ressort de la base de données européenne d’occupation biophysique des sols Corine Land Cover (CLC), est marquée par l'importance des territoires agricoles (74,5 % en 2018), en diminution par rapport à 1990 (82,1 %). La répartition détaillée en 2018 est la suivante : 
terres arables (57,6 %), forêts (16,3 %), cultures permanentes (15,2 %), zones urbanisées (8 %), zones agricoles hétérogènes (1,6 %), zones industrielles ou commerciales et réseaux de communication (1,3 %). L'évolution de l’occupation des sols de la commune et de ses infrastructures peut être observée sur les différentes représentations cartographiques du territoire : la carte de Cassini (XVIIIe siècle), la carte d'état-major (1820-1866) et les cartes ou photos aériennes de l'IGN pour la période actuelle (1950 à aujourd'hui).

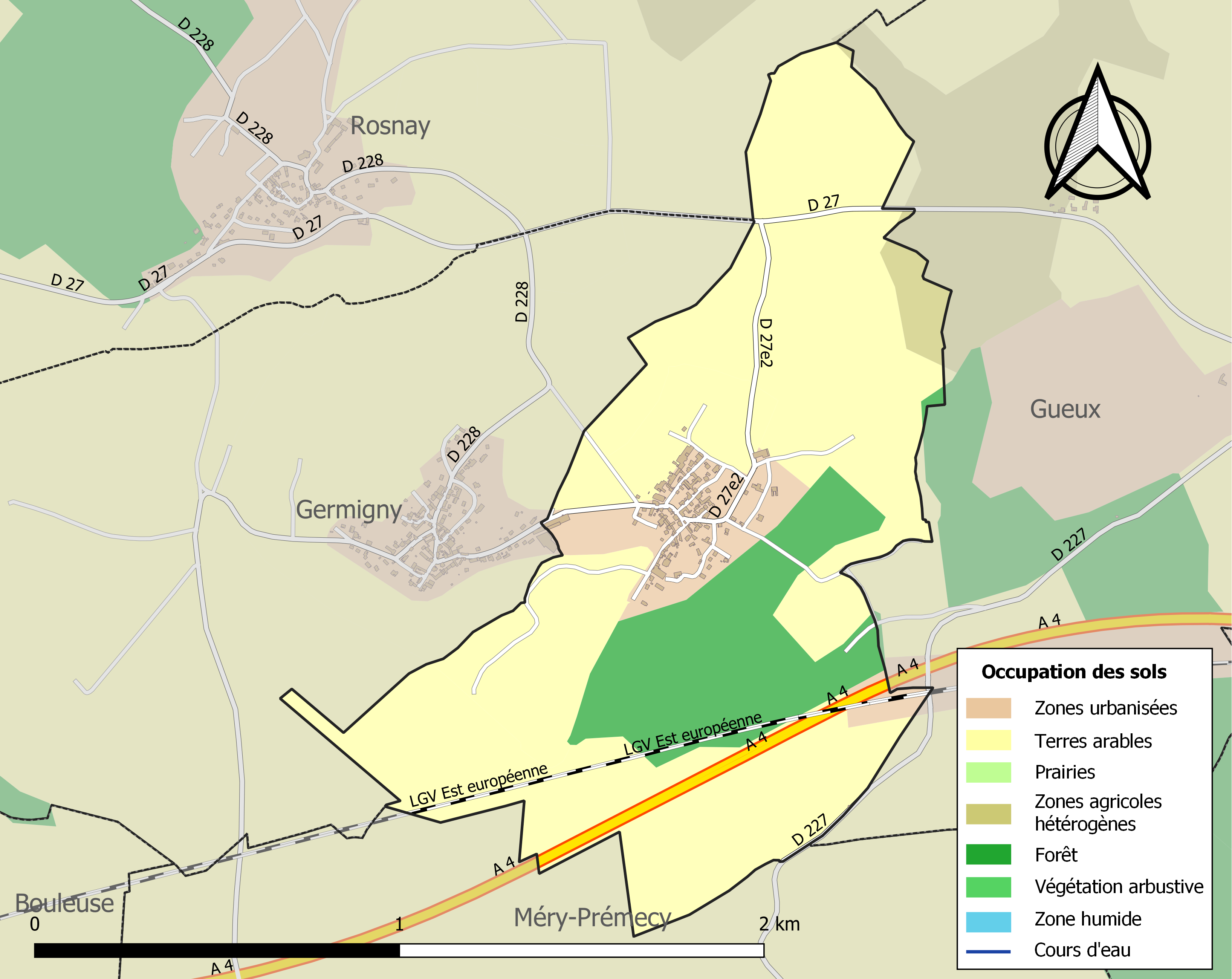
Carte des infrastructures et de l'occupation des sols de la commune en 2018 (CLC).

### Voies de communication et transports
Le sud de la commune est traversé par la LGV Est européenne et l'autoroute A4.

## Toponymie
Le nom de la localité est attesté sous les formes Genvereium (987-996) ; Genereium (commencement du XIe siècle) ; Genvreium (1090) ; Genvereyum (1145) ; Janverei (1179) ; Janveré, Janvereium (XIIe siècle) ; Jenvreium (1213) ; Jenvereium, Jenveryacum (1216) ; Janvery (1303-1312) ; Genvry-en-la-Montaigne de Reims (1384).

Probablement, le pluriel de l'oïl * genévrerie , variante de l'oïl Genièvre et suffixe adjectival -ouse, -euse ; ( terre ) (genevrouse) : « terre couverte de genévriers ». Genvereium au Xe siècle signifie genièvre (« le poivre du pauvre »), fruit du Genévrier.

## Politique et administration

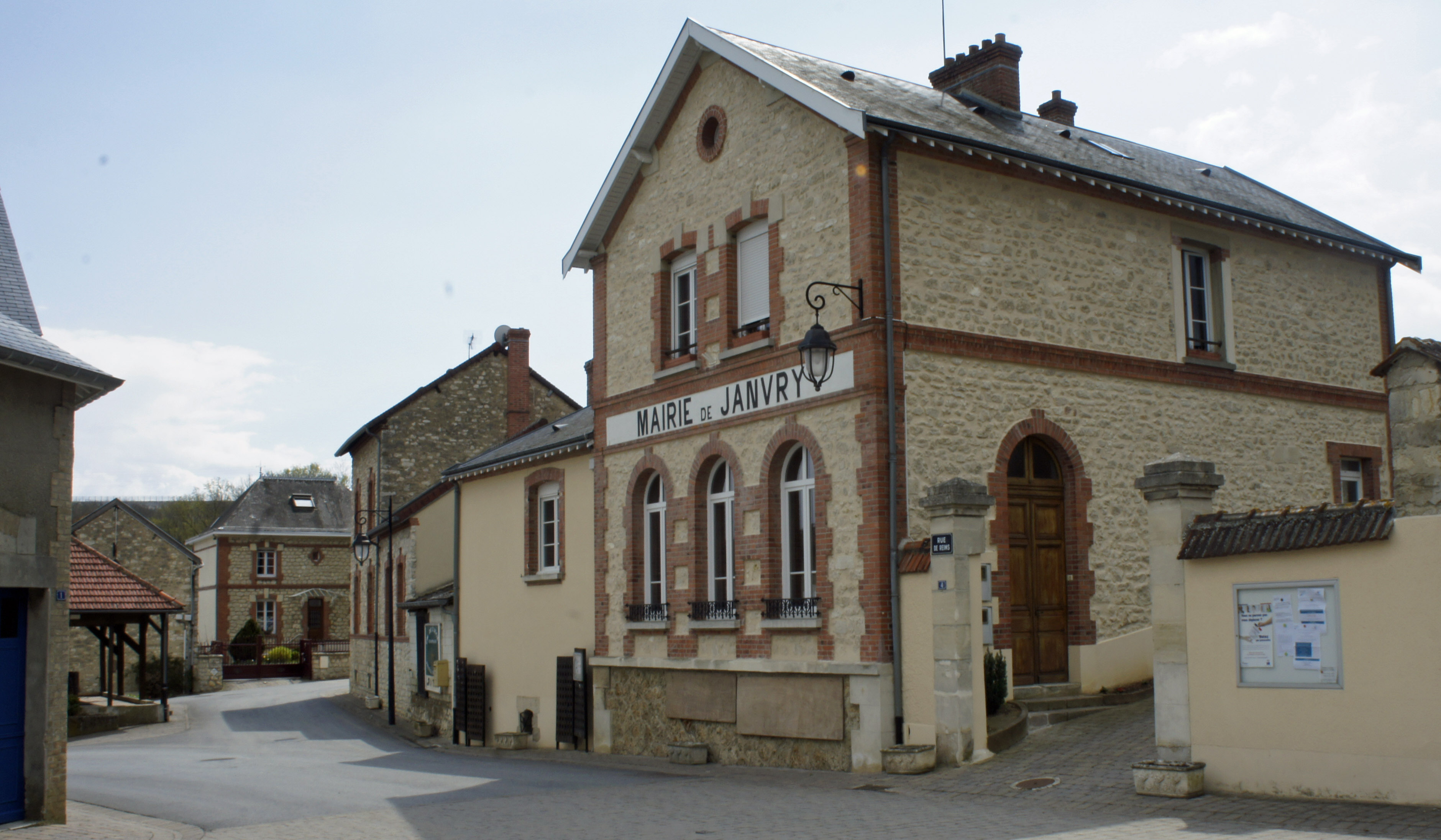
La mairie.

| Période                                  | Période                  | Identité            | Étiquette | Qualité                                             |
| ---------------------------------------- | ------------------------ | ------------------- | --------- | --------------------------------------------------- |
| 1876                                     |                          | Lallemant           |           |                                                     |
| Les données manquantes sont à compléter. |                          |                     |           |                                                     |
|                                          |                          |                     |           |                                                     |
| 1989                                     | mars 2014                | Jean-Claude Conreau | UMP       | Viticulteur-agriculteur                             |
| mars 2014                                | En cours (au avril 2014) | Cécile Conreau      | LR        | Viticultrice Conseillère départementale depuis 2015 |

## Démographie
L'évolution du nombre d'habitants est connue à travers les recensements de la population effectués dans la commune depuis 1793. Pour les communes de moins de 10 000 habitants, une enquête de recensement portant sur toute la population est réalisée tous les cinq ans, les populations de référence des années intermédiaires étant quant à elles estimées par interpolation ou extrapolation. Pour la commune, le premier recensement exhaustif entrant dans le cadre du nouveau dispositif a été réalisé en 2007.

En 2022, la commune comptait 146 habitants, en évolution de +8,96 % par rapport à 2016 (Marne : −1,19 %, France hors Mayotte : +2,11 %).
| 1793 | 1800 | 1806 | 1821 | 1831 | 1836 | 1841 | 1846 | 1851 |
| ---- | ---- | ---- | ---- | ---- | ---- | ---- | ---- | ---- |
| 405  | 224  | 222  | 190  | 211  | 223  | 227  | 234  | 210  |

| 1856 | 1861 | 1866 | 1872 | 1876 | 1881 | 1886 | 1891 | 1896 |
| ---- | ---- | ---- | ---- | ---- | ---- | ---- | ---- | ---- |
| 210  | 214  | 201  | 167  | 174  | 157  | 152  | 139  | 138  |

| 1901 | 1906 | 1911 | 1921 | 1926 | 1931 | 1936 | 1946 | 1954 |
| ---- | ---- | ---- | ---- | ---- | ---- | ---- | ---- | ---- |
| 149  | 138  | 126  | 94   | 96   | 93   | 89   | 80   | 85   |

| 1962 | 1968 | 1975 | 1982 | 1990 | 1999 | 2006 | 2007 | 2012 |
| ---- | ---- | ---- | ---- | ---- | ---- | ---- | ---- | ---- |
| 87   | 86   | 104  | 114  | 125  | 122  | 123  | 123  | 137  |

| 2017 | 2022 | - | - | - | - | - | - | - |
| ---- | ---- | - | - | - | - | - | - | - |
| 131  | 146  | - | - | - | - | - | - | - |

En 1793, la population est beaucoup plus importante car la commune se composait alors de Janvry et de Germigny.

## Culture locale et patrimoine

### Lieux et monuments

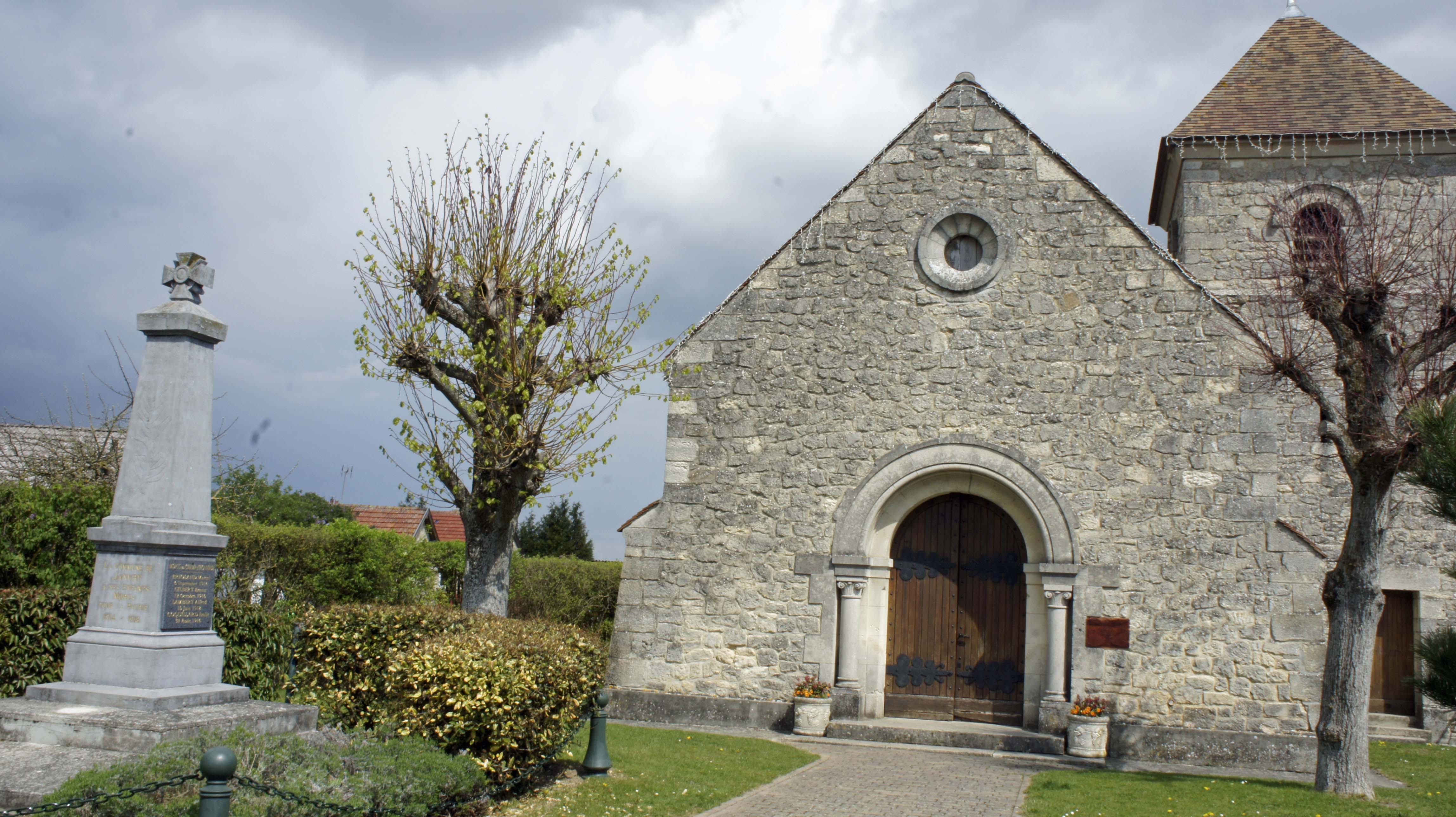
L'église et le monument aux morts.

L'église Saint-Remi de Janvry fait partie de la paroisse entre Vesle et Ardre, dans le diocèse de Reims. Elle abritait autrefois un escalier du XVe siècle classé monument historique, mais il a été détruit durant la Première Guerre mondiale.

### Héraldique
| Blason à dessiner | Blason  | Tiercé en pal d'azur, d'argent et de gueules à la corneille volante de sable, tenant en son bec un pampre de vigne tigé au naturel, feuillé de sinople, aux trois grappes de raisin, celles de dextre et de senestre d'or, la troisième de pourpre. |
| Blason à dessiner | Détails | Le statut officiel du blason reste à déterminer. |